# Weißbach (Baden-Württemberg)
Weißbach település Németországban, azon belül Baden-Württembergben. Lakosainak száma 2075 fő (2023. december 31.).

## Népessége
| Lakosok száma | 1772 | 2039 | 2029 | 2021 | 2014 | 2025 | 2075 |
|               | 1975 | 2015 | 2017 | 2019 | 2021 | 2022 | 2023 |